# Eloy Teruel
Eloy Teruel Rovira (Murcia, 20 de noviembre de 1982) es un deportista español que compite en ciclismo en las modalidades de pista, especialista en las pruebas de persecución y puntuación, y ruta.
Ganó tres medallas en el Campeonato Mundial de Ciclismo en Pista entre los años 2013 y 2015, y dos medallas en el Campeonato Europeo de Ciclismo en Pista, plata en 2014 y bronce en 2013.
En la Copa del Mundo de Ciclismo en Pista obtuvo dos medallas en 2008, plata y bronce en la carrera por puntos. En la temporada 2009 consiguió la medalla de plata en la prueba de persecución por equipo realizada en Mánchester y en 2010 la medalla de bronce en la persecución por equipo disputada en Cali.
Participó en los Juegos Olímpicos de Londres 2012, donde quedó en sexto lugar en la prueba de persecución por equipos (junto con Sebastián Mora, David Muntaner y Albert Torres), batiendo el récord de España en esta disciplina.

## Medallero internacional
| Campeonato Mundial | Campeonato Mundial       | Campeonato Mundial | Campeonato Mundial |
| Año                | Lugar                    | Medalla            | Competición        |
| ------------------ | ------------------------ | ------------------ | ------------------ |
| 2013               | Minsk (Bielorrusia)      | Medalla de plata   | Puntuación         |
| 2014               | Cali (Colombia)          | Medalla de bronce  | Puntuación         |
| 2015               | Saint-Quentin (Francia)  | Medalla de plata   | Puntuación         |
| Campeonato Europeo |                          |                    |                    |
| Año                | Lugar                    | Medalla            | Competición        |
| 2013               | Apeldoorn (Países Bajos) | Medalla de bronce  | Puntuación         |
| 2014               | Baie-Mahault (Francia)   | Medalla de plata   | Scratch            |

## Palmarés
2005 (como amateur)
- 2.º en el Campeonato de España Persecución

2006
- 2.º en el Campeonato de España Persecución por Equipos (haciendo equipo con Pablo Aitor Bernal, David Calatayud y Pedro José Vera)

2007
- 2.º en el Campeonato de España Persecución por Equipos (haciendo equipo con Pablo Aitor Bernal, Jesús Buendía y Pedro José Vera)
- Campeonato de España Persecución en Scratch

2009
- 2.º en el Campeonato de España Persecución por Equipos (haciendo equipo con Pablo Aitor Bernal, David Calatayud y Pedro José Fructuoso)

2010
- Cali Puntuación
- Campeonato de España Persecución por Equipos (haciendo equipo con Rubén Fernández Andújar, Pablo Aitor Bernal y Luis León Sánchez)

2011
- 3.º en el Campeonato de España Persecución
- 2.º en el Campeonato de España Puntuación
- 2.º en el Campeonato de España Persecución por Equipos (haciendo equipo con Pablo Aitor Bernal, Rubén Fernández y Fernando Reche)
- 3.º en el Campeonato de España Madison (haciendo pareja con Rubén Fernández)

2012
- 2.º en el Campeonato de España Puntuación
- 2.º en el Campeonato de España Persecución por Equipos (haciendo equipo con Pablo Aitor Bernal, Rubén Fernández y Salvador Guardiola)
- 2.º en el Campeonato de España Madison (haciendo pareja con Rubén Fernández)

2013
- 2.º en el Campeonato Mundial Puntuación
- 3.º en el Campeonato Europeo de Puntuación

2014
- 3.º en el Campeonato Mundial Puntuación
- 2.º en el Campeonato Europeo Scratch

2015
- 2.º en el Campeonato Mundial Puntuación

2018
- Campeonato de España de Puntuación
- 2.º en el Campeonato de España de Omnium

2020
- Campeonato de España de Persecución

## Equipos
- 3 Molinos Resort Murcia Turística (2006-2007)
- Contentpolis-AMPO (2008-2009)
- Movistar Team (2013)
- Jamis-Hagens Berman (2014)
- Louletano-Hospital Loulé-Jorbi (2016)
- Sapura Cycling (2017)